# Ecliptopera fervidaria
Ecliptopera fervidaria es una especie de polilla de la familia Geometridae. La especie fue descrita por primera vez por John Henry Leech en 1895 con distribución en la China central y oeste. El sintipo de la especie fue descrita en el sector montañoso Muping en la provincia de Sichuan.

## Descripción
Es una polilla delgada, sus alas de color marrón, con una envergadura de unos 32 a 36 milímetros (1,3 a 1,4 plg). El borde costal de las alas suele tener un tinte ocre. El ala trasera es variable en color, a veces casi uniformemente cubierta de marrón grisáceo, excepto una estrecha banda naranja más clara detrás de la parte media del ala. La superficie inferior es naranja, más o menos teñida o irrigada con marrón grisáceo, especialmente en la parte proximal, con una banda posmedia que permanece naranja claro. La parte distal del ala trasera también presenta cierta variación.
Tiene gran parecido con la especie de la India Ecliptopera dentifera del que se diferencia esencialmente por su ala trasera naranja con una mezcla de color ceniza y una mezcla de naranja en las partes más pálidas (y en la tercera vena radial y media del área central) del ala delantera. Tiene parecido también con Electrophaes subochraria, del Monte Emei, del que se distingue fácilmente por las alas anteriores del E. Subochraria mucho más débilmente marcadas.